# Brian Kemp
Brian Porter Kemp (Athens (Georgia), 2 november 1963) is een Amerikaans politicus van de Republikeinse Partij. Sinds 14 januari 2019 is hij gouverneur van Georgia. Hij was Secretary of State van Georgia tussen 2010 en 2018 en lid van het Huis van Afgevaardigden van Georgia tussen 2003 en 2007.

## Biografie
Kemp groeide op in zijn geboortestad Athens en doorliep daar ook zijn middelbare school. Later studeerde hij landbouwkunde aan de University of Georgia, waar hij een Bachelor of Science behaalde. Voordat hij politiek actief werd, was Kemp jarenlang werkzaam als aannemer en projectontwikkelaar en had hij verschillende bedrijven in de agribusiness en financiële dienstverlening. In 1994 trouwde hij met zijn vrouw Marty, met wie hij drie dochters kreeg.

### Secretary of State
In 2002 werd Kemp namens de Republikeinse Partij verkozen in de Senaat van de staat Georgia. Hij trad er aan in januari 2003 en diende twee termijnen van twee jaar. In 2010 werd hij, op voordracht van toenmalig gouverneur Sonny Perdue, aangesteld als Secretary of State, een post die vacant was na het tussentijds opstappen van Karen Handel. Nog in hetzelfde jaar werd Kemp tijdens lokale verkiezingen ook daadwerkelijk verkozen voor deze functie. Een tweede termijn volgde in 2014.
Als Secretary of State was Kemp onder meer verantwoordelijk voor het toezicht op verkiezingen in Georgia, een taak waarbij hij herhaaldelijk hevige kritiek en controverses opwekte. In 2015 verspreidde een datalek vanuit zijn secretariaat de burgerservicenummers en geboortedata van meer dan zes miljoen kiezers in Georgia. In 2017 volgde een soortgelijk incident, toen bleek dat er opnieuw persoonlijke informatie van miljoenen kiezers was blootgelegd, evenals wachtwoorden die toegang gaven tot de kiezersbestanden. Het duurde zes maanden voor dit probleem werd opgelost. Tijdens een rechtszaak over het voorval werd op de koop toe een server gewist, waardoor de omvang van de inbreuken niet meer te achterhalen viel. Kemp ontkende schuld, maar verklaarde wel dat het verwijderen van de gegevens in overeenstemming was met de standaardprocedures.
In 2012 stuurde Kemp aan op de sluiting van 214 stembureaus, ongeveer gelijk aan 8% van het totale aantal stemlocaties in Georgia. Hoewel formeel bedoeld als een puur kostenbesparende maatregel, bleken relatief veel van deze sluitingen gepland te zijn in gebieden met een omvangrijke Afro-Amerikaanse gemeenschap. In Randolph County, waar minderheidsgroepen een meerderheid vormen, werd geadviseerd dat zeven van de negen stembureaus vóór de verkiezingen van 2018 moesten sluiten, officieel wegens het niet naleven van de Americans with Disabilities Act. Nadat het plan werd aangevochten door de American Civil Liberties Union, mochten de locaties alsnog open blijven.
Kemp kwam eveneens in opspraak vanwege het invoeren van het zogeheten exact match-systeem, dat inhoudt dat kiesgerechtigden van kiezerslijsten verwijderd worden als de gegevens op hun registratiekaart niet exact overeenkomen, bijvoorbeeld door een slordige handtekening, een typfout of een ontbrekend koppelteken. Critici beschouwden deze maatregel als een vorm van onderdrukking die zich bovendien vooral op minderheden richtte, aangezien in die groep vaker namen voorkomen met een ongebruikelijke spelling die kan leiden tot administratieve fouten. Inderdaad bleken Afro-Amerikanen, Aziaten en latino's goed te zijn voor 76,3% van de geschrapte registraties tussen juli 2015 en juli 2017.
Naast dit exact match-beleid werden geregistreerde kiezers ook van kiezerslijsten verwijderd als ze niet hadden gestemd bij opeenvolgende verkiezingen. Tussen 2012 en 2018 werden onder Kemps verantwoordelijkheid meer dan 1,4 miljoen registraties van kiezers geannuleerd, waarvan een half miljoen (zo'n 8% van alle geregistreerde kiezers in Georgia) gedurende één nacht in juli 2017. Geen enkele andere Amerikaanse staat handelde op dit gebied zo drastisch. Tot oktober 2018 bevroor Kemp tevens meer dan 53.000 registratieaanvragen, waarvan meer dan 75% van minderheden afkomstig was. Deze kiezers kwamen in aanmerking om zich opnieuw te registreren, op voorwaarde dat ze nog in leven waren en in Georgia woonden. Een groep onderzoeksjournalisten, geleid door Greg Palast, ontdekte dat van de ongeveer 534.000 kiezers wiens registratie tussen 2016 en 2017 werd gewist, er nog meer dan 334.000 woonden waar ze waren geregistreerd. Deze personen hadden geen bericht gekregen van hun verwijdering. Palast klaagde Kemp aan wegens het illegaal verwijderen van ruim 300.000 kiezers, terwijl Kemp de acties bleef verdedigen als een noodzakelijke bescherming tegen fraude en onrechtmatigheid. Critici noemden Kemps beleid een voorbeeld van democratische erosie.
In 2016 liet Kemp weten de signalen van een mogelijke Russische inmenging tijdens de Amerikaanse presidentsverkiezingen van dat jaar niet serieus te nemen. Hij was de enige Secretary of State die de hulp van het Amerikaanse ministerie van Binnenlandse Veiligheid weigerde om zich hiertegen te beschermen. Mede hierdoor nam de scepsis over de veiligheid en betrouwbaarheid van stemmachines in Georgia toe.

### Verkiezing tot gouverneur

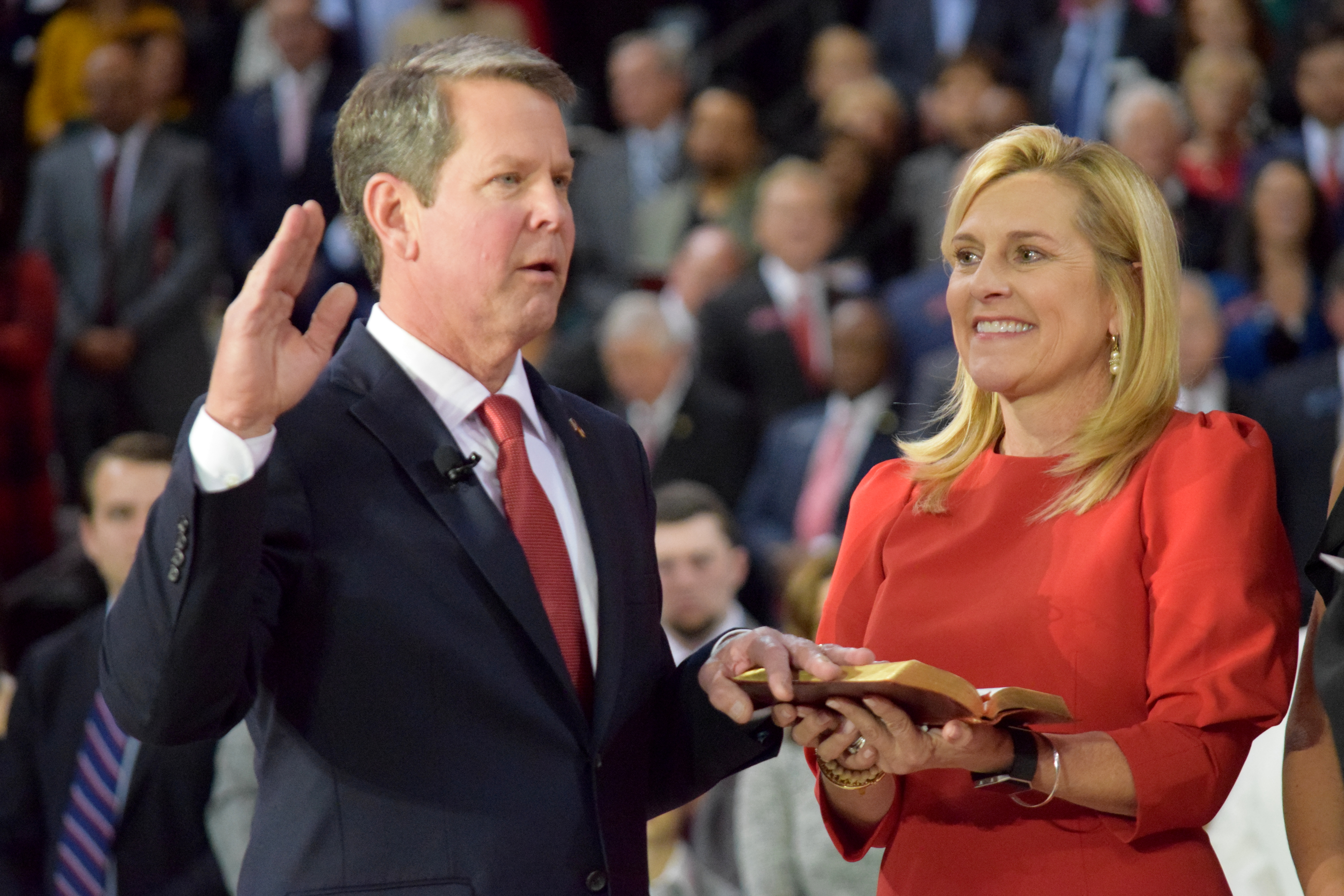
Kemp wordt ingezworen als gouverneur, rechts zijn vrouw Marty

In 2017 stelde Kemp zich verkiesbaar voor de gouverneursverkiezingen van 2018 in Georgia. Hiermee schaarde hij zich tussen de kandidaten om zijn partijgenoot Nathan Deal op te volgen, die zich na twee termijnen als gouverneur niet opnieuw verkiesbaar mocht stellen. Verschillende politici, alsook oud-president Jimmy Carter, riepen Kemp op om zijn taak als Secretary of State direct neer te leggen, aangezien zijn persoonlijke betrokkenheid bij deze verkiezingen kon leiden tot belangenverstrengeling. Kemp gaf hier echter geen gehoor aan en bleef, in tegenstelling tot wat gebruikelijk is, in functie.
In de Republikeinse voorverkiezing wist Kemp de zittende luitenant-gouverneur Casey Cagle na een run-off overtuigend te verslaan. Bij de algemene verkiezingen moest hij het vervolgens opnemen tegen de Democratische kandidaat Stacey Abrams, die de eerste zwarte vrouwelijke gouverneur in de Verenigde Staten kon worden. Kemp voerde een provocerende campagne waarin hij zichzelf presenteerde als politiek incorrect en een trouwe aanhanger van president Donald Trump. Als voorstander van het recht op wapenbezit verscheen hij in diverse campagnevideo's met een geweer in zijn handen. In de week voor de verkiezingen schrapte hij een gepland televisiedebat met Abrams om een verkiezingsbijeenkomst van Trump te kunnen bijwonen. Ook beschuldigde Kemp de Democratische Partij van een vermeende zerodayattack op de website van de kiezersregistratie, hoewel hij geen bewijs kon leveren voor die aantijging.
De aanloop naar de gouverneursverkiezing, die samenviel met de federale congresverkiezingen, werd verder gedomineerd door een slepende rechtszaak over de kwetsbaarheid van stemmachines in Georgia. Districtsrechter Amy Totenberg stelde dat het beveiligingssysteem inderdaad ontoereikend was en laakte het tempo waarin de staat actie ondernam. Ondanks het risico op manipulaties oordeelde ze echter wel dat de meeste stemmachines in gebruik konden blijven. Een bevel om over te schakelen op papieren stembiljetten weigerde ze uit te vaardigen, vooral vanwege de korte tijd waarin zo'n grote logistieke operatie bewerkstelligd had moeten worden en de bureaucratie en verwarring die daarmee gepaard zou gaan. Op de verkiezingsdag werden uiteindelijk honderden stemmachines door lokale verkiezingsambtenaren in beslag genomen, zogezegd om bewijsmateriaal te verzamelen in het lopende rechtsproces. Dit kwam onevenredig vaak voor in county's waarin Abrams veel aanhang genoot. Vanwege deze ingreep, en een onverwacht hoge opkomst, moesten kiezers op sommige locaties urenlang in slecht weer wachten om te stemmen. Andere locaties kampten met technische problemen, waarvan Kemp zelf tijdens het stemmen ook hinder ondervond.
De verkiezingsuitslag tussen Kemp en Abrams was zeer nipt. Het verschil tussen beide kandidaten bedroeg 55.000 stemmen in het voordeel van Kemp. Hij behaalde hiermee net de vereiste 50% van de stemmen om de overwinning te kunnen uitroepen. De volgende dag trad hij af als Secretary of State. Abrams weigerde haar nederlaag te erkennen en overwoog een rechtszaak aan te spannen. Ze kreeg steun van onder meer Cory Booker, die Kemps overwinning vanwege alle incidenten onwettig noemde. Elijah Cummings, benoemd voorzitter van de Commissie voor Toezicht en Staatshervorming, kondigde een onderzoek aan naar Kemp. Desalniettemin werd hij op 14 januari 2019 ingezworen als gouverneur van Georgia. Zijn inauguratie vond plaats in het McCamish-paviljoen op Georgia Tech in de hoofdstad Atlanta. Zijn ambtstermijn loopt tot 2023.
Enkele maanden na zijn aantreden tekende Kemp een omstreden wet waarmee abortus in vrijwel alle gevallen strafbaar werd gesteld. Dit was een belofte die hij tijdens zijn verkiezingscampagne had gemaakt.